# Laien (Ditzingen)
Der Laien ist ein Platz im Zentrum der Stadt Ditzingen. Die Anlage ist Standort des Neuen Rathauses und einer Reihe denkmalgeschützter Fachwerkgebäude und bildet den Kernbereich der 1989 bis 1993 neu gestalteten Stadtmitte.

## Name
Der ursprünglich vermutlich germanische Begriff Lay, Lee bezeichnet im Mittelalter eine Gerichtsstätte. 1363 und 1367 ist ein Gericht uf dem Leo belegt. Auch wenn der Name damit historisch ist und seit dem Mittelalter als Lagebezeichnung verwendet wird, wurde er als Straßenname Am Laien erst im Zuge der platzartigen Neugestaltung 1989 wieder aufgegriffen.

## Lage und historische Entwicklung
Der Laien entstand abseits der unmittelbar an der Glems gelegenen Burg an der Peripherie des bäuerlichen Siedlungskerns an der Kreuzung der Straßen von bzw. nach Leonberg, Gerlingen und Münchingen. Das Alte Rathaus von 1738 an der Nordseite der heutigen Platzanlage (heute Stadtmuseum) markiert das administrative Zentrum des ehemaligen Dorfs, die ihm gegenüber erhöht an der Gerlinger Straße gelegene Konstanzer Kirche den geistlichen Mittelpunkt. 1759 wurde neben dem Rathaus ein neues Schulhaus errichtet (Am Laien 4, heute von der Stadtverwaltung genutzt). Entlang der Leonberger und Gerlinger Straße schlossen sich repräsentative Bauernhäuser an, darunter die Häuser Am Laien 3 (sog. Dreigiebelhaus, 1715/63) und der ehemals Knappsche Hof, der Ende der 1980er Jahre dem Bau des Neuen Rathauses weichen musste. 
Bereits im November 1976 hatte der Gemeinderat die Einleitung des Bebauungsplanverfahrens für ein neues Rathaus beschlossen, der im Oktober 1977 rechtskräftig wurde. Aus einem Wettbewerb ging 1978 der Stuttgarter Architekt Friedbert Breuninger mit seinen Mitarbeitern Maximilian Otto und Ursula Hüfftlein als Sieger hervor. Allerdings wurde der Rathausneubau im Dezember 1981 zunächst wieder aus der mittelfristigen Finanz- und Investitionsplanung herausgenommen. Der Gemeinderat beschloss die Einstellung sämtlicher Planungen. Im April 1982 beauftragte der Verwaltungs- und Finanzausschuss des Gemeinderats die Stadtverwaltung mit der Entwicklung eines realisierbaren Planungskonzepts mit Alternativen für den Gesamtbereich „Laien“. Das von Baudezernentin Sieglinde Stickler entworfene Konzept wurde im Oktober 1982 vorgestellt. Im Juni 1986 begannen die Erdarbeiten, Grundsteinlegung war am 14. November 1986. Im September 1989 wurde das Neue Rathaus mit Bürgersaal im Rahmen einer Festwoche eingeweiht.
1992/93 wurde das Dreigiebelhaus zur Stadtbibliothek umgebaut und im Bereich der ehemaligen Wirtschaftsgebäude um einen Neubau ergänzt (Eröffnung am 11. Dezember 1993). Ein Teil des historischen Altbaus nahm die städtische Galerie am Laien auf.

## Galerie

Ditzingen, 1831. 1: Laien; 2: Rathaus; 3: Konstanzer Kirche; 4: Schulhaus; 5: Hofanlage; 6: Hofanlage („Dreigiebelhaus“); 7: Rathausbrunnen
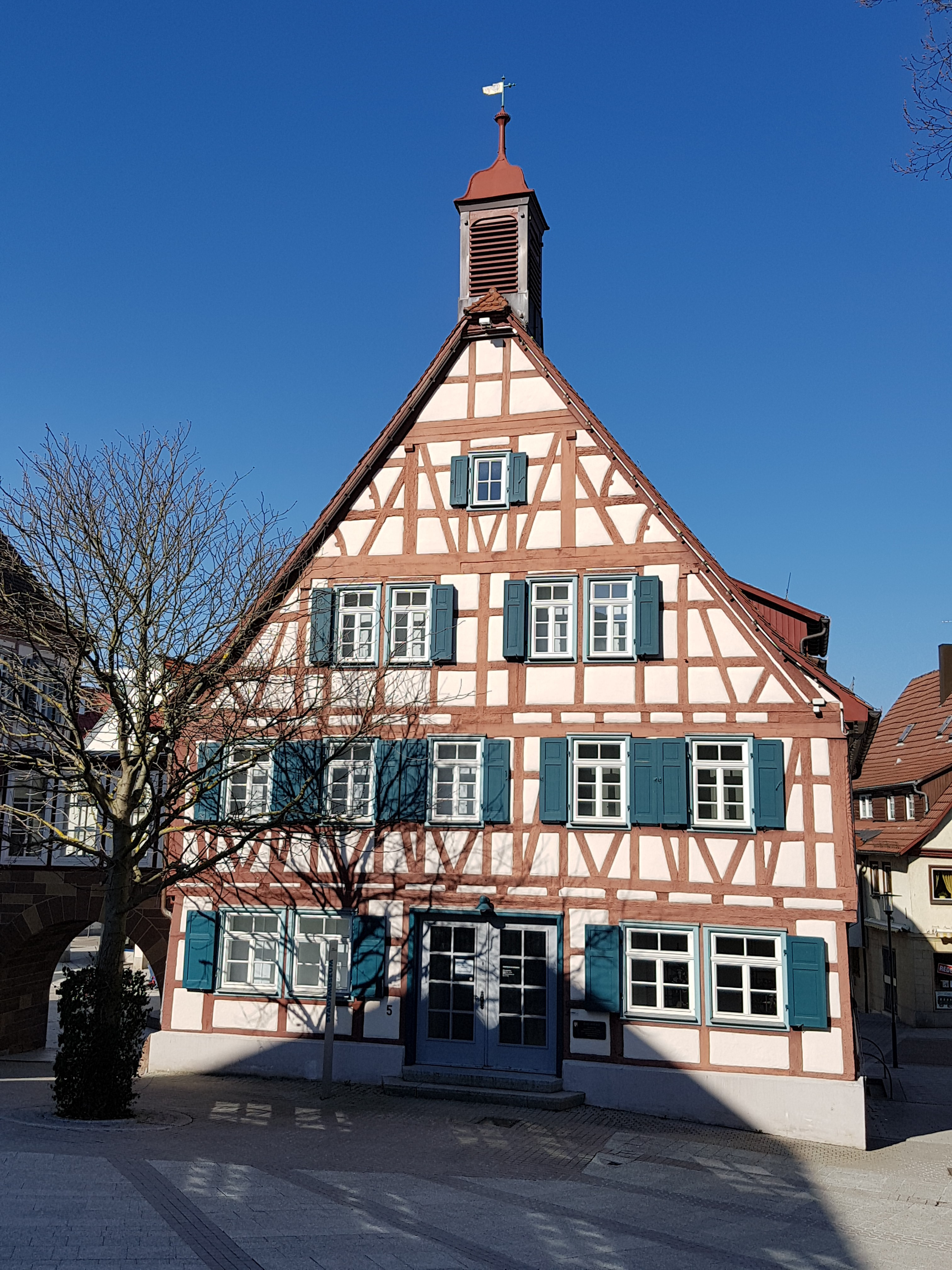
Altes Rathaus
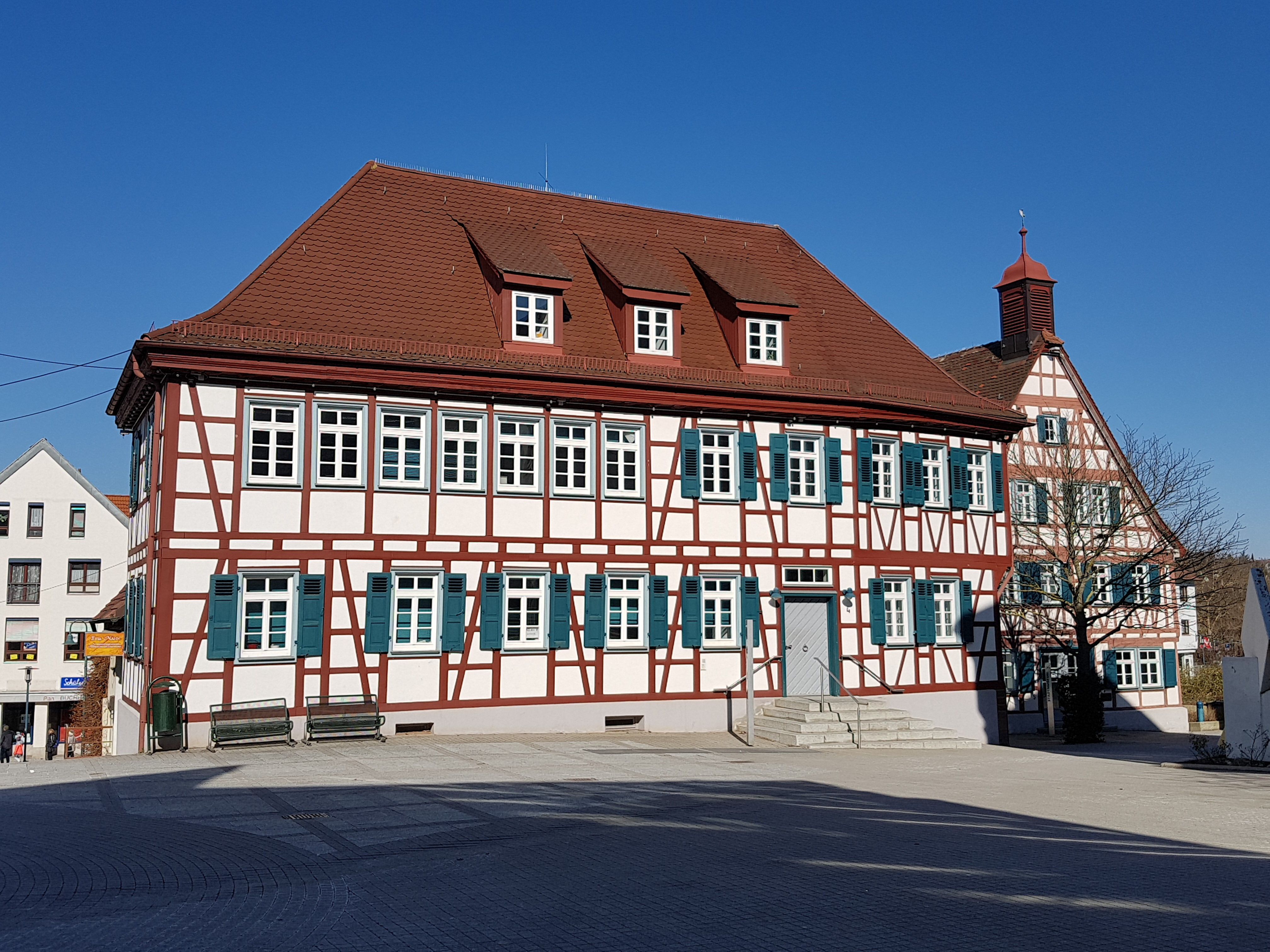
Altes Schulhaus
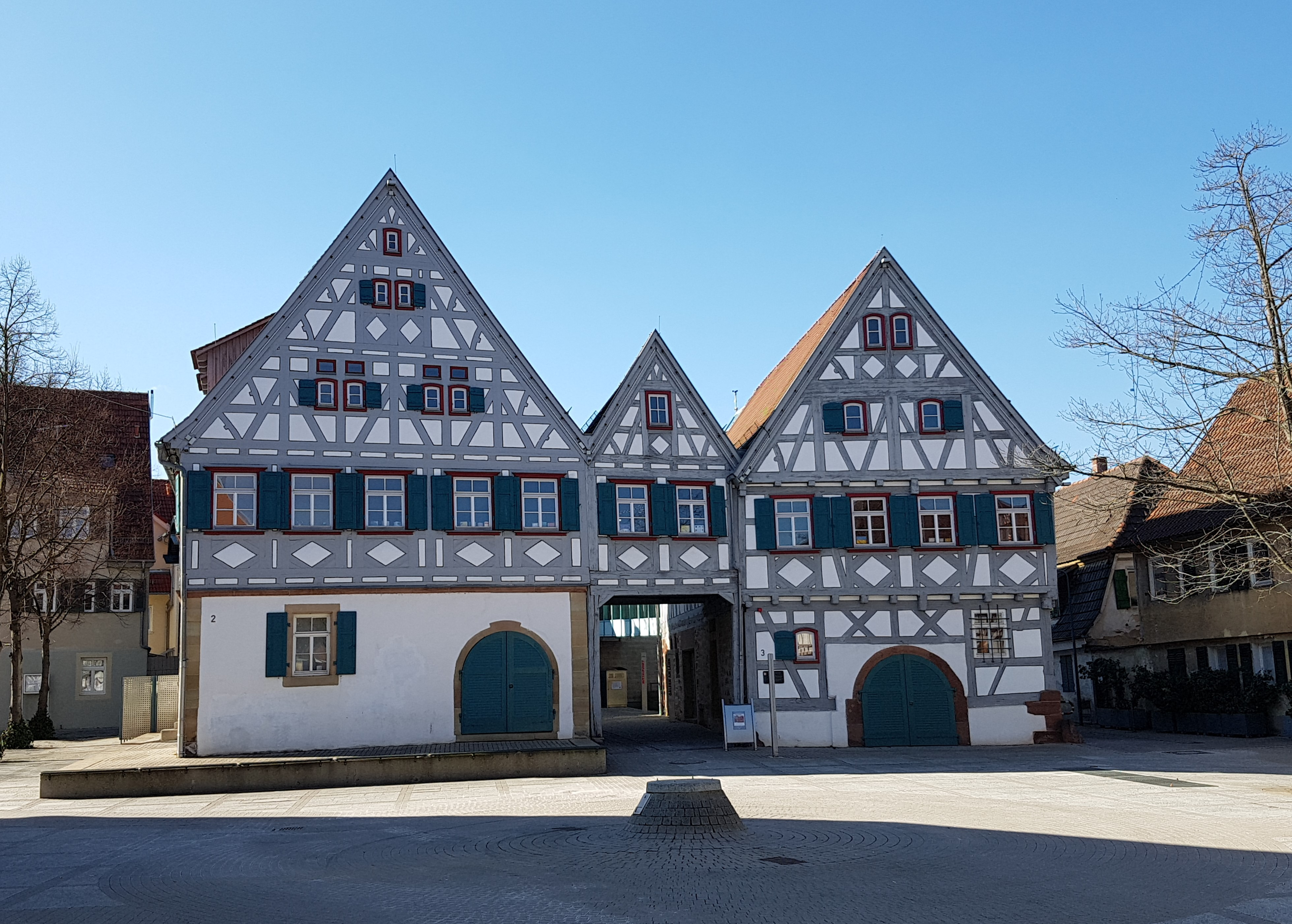
Dreigiebelhaus
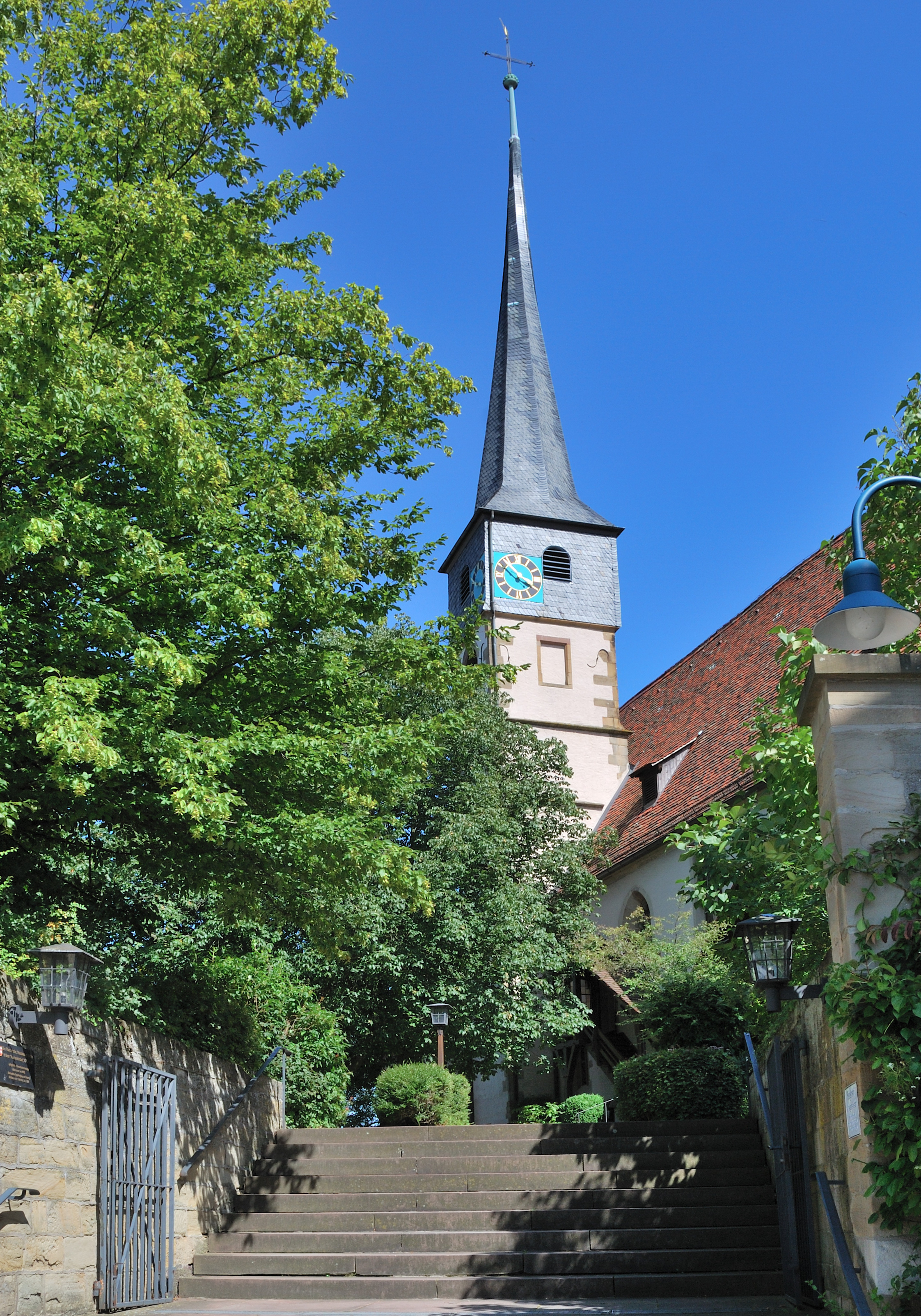
Konstanzer Kirche, Zugang vom Laien
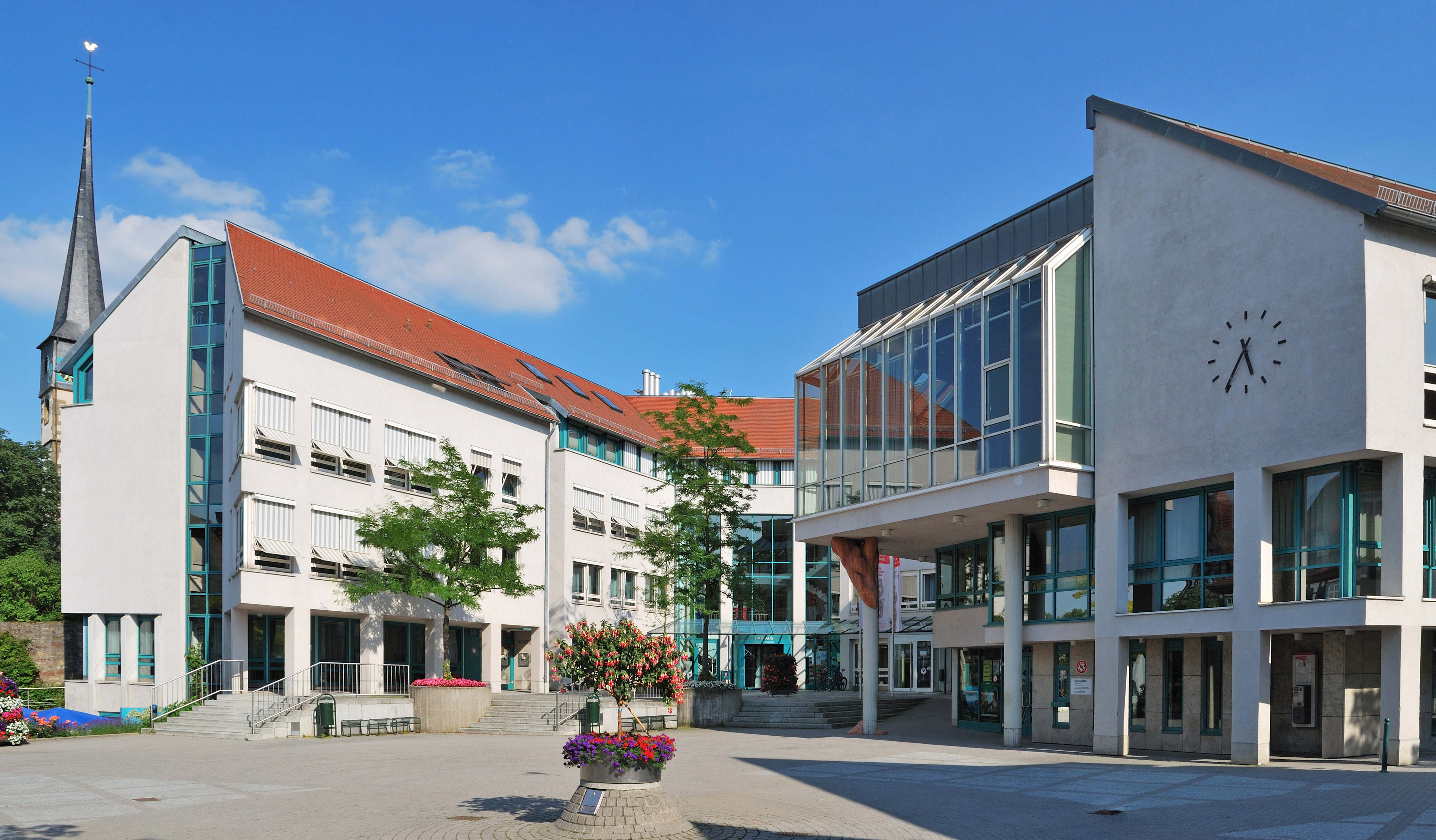
Neues Rathaus